# Amaretto

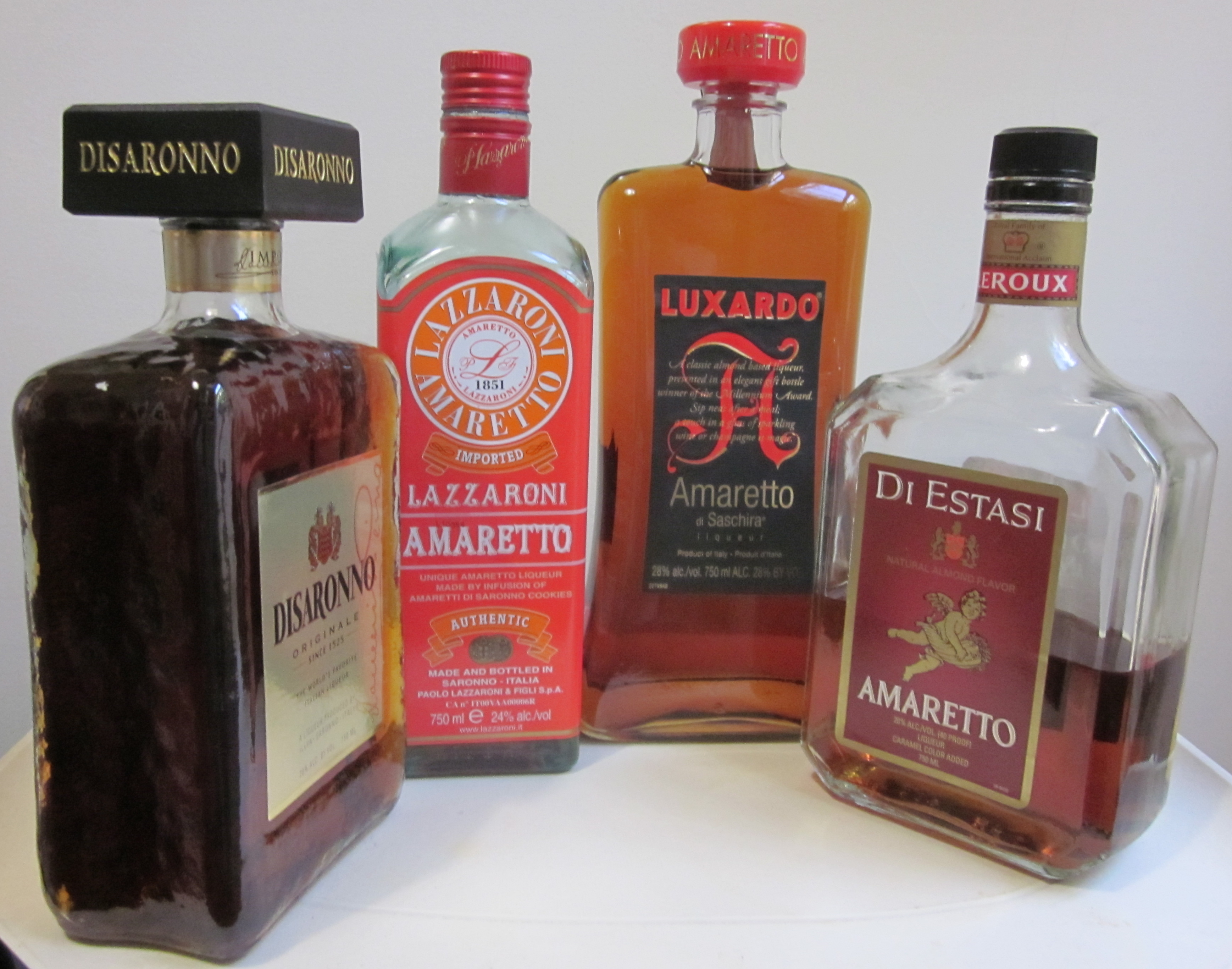
Varias botellas de la bebida, entre ellas el di Saronno

El amaretto (diminutivo de amaro; literalmente en italiano, «amarguito» o «un poco amargo») es un licor dulce originario de Saronno, en el norte de Italia. 
El amaretto combina el dulzor de los huesos de albaricoque con el amargo de las almendras, los cuales están acompañados por alcohol puro, azúcar caramelizada y la esencia de diecisiete plantas y frutas aromáticas, entre las que destaca de forma especial la vainilla, aunque tiene también melocotón (durazno) y cereza. Su graduación alcohólica suele rondar los 25 grados y no supera en ningún caso los 30.

## Historia
El amaretto tiene su origen en Saronno, una pequeña localidad cercana a Milán, Italia; de ahí que se lo conoce como amaretto di Saronno. Cuenta la leyenda que en 1525, el pintor Bernardino Luini, discípulo de Leonardo da Vinci, recibió el encargo de pintar un fresco de la Madonna en Saronno. Para ayudarse, Bernardino Luini contó con la ayuda de la hija de la dueña de una posada que le sirvió de modelo. Al parecer, pasados los meses la joven se enamoró del pintor y como muestra de su amor y agradecimiento hacia él, le preparó una bebida con productos naturales que tenía en su jardín. Esta prueba de amor fue ofrecida a Bernardino quien llevó esta bebida fuera de Saronno y la dio a conocer por toda Italia.
De ahí viene también el hecho de que el amaretto sea conocido como uno de los licores más afrodisiacos. La receta fue pasando de generación en generación hasta que casi tres siglos más tarde, en 1817, se empezó a comercializar por parte de Amaretto di Saronno Originale Licor, que aún hoy en día sigue siendo el número uno en el panorama mundial tanto en la fabricación como en la comercialización de este licor. Desde entonces la receta se ha mantenido sin muchos cambios haciendo del amaretto un licor de original sabor.

## Características
Si el licor es de una originalidad excepcional, su envase también lo es. Al principio de la comercialización del amaretto la botella iba con los años cambiando de diseño hasta que un artesano del cristal de Murano diseñó la botella cuadrada recortada en los ángulos que se ha convertido en todo un símbolo en Saronno y en toda Italia.

## Usos
El amaretto es un licor que por su característico sabor y versatilidad es ideal para tomar solo o con hielo en el postre ya que es un delicioso digestivo,[cita requerida] así como ingrediente en algunas recetas de pastelería como el tiramisú (en el cual se moja la galleta con café y este licor), el brazo de gitano o mezclado en infinidad de cócteles. En los últimos tiempos hay incluso helados con sabor a amaretto. Pero una de las formas más originales de tomar este licor sigue siendo el conocido amaretto sour que consiste en mezclar el amaretto con zumo de limón, azúcar y mucho hielo picado. También se puede tomar con zumo de naranja y también está haciéndose famosa la mezcla con bebidas energéticas, que le dan un sabroso y dulce sabor.
Mezclándolo con granadina tiene el sabor característico de la piruleta (cereza). También le da un agradable y exquisito sabor al café.